# 김문수 (1968년)
김문수(金文洙, 1968년 10월 1일~)는 대한민국의 정치인이다. 제22대 국회의원이다.
제3회 전국동시지방선거의 성북구의원 선거에서 무소속으로 성북구 정릉4동 선거구에 출마했으나 낙선했다. 제5회 전국동시지방선거의 서울특별시의원 선거에서 성북구 제2선거구에 민주당 후보로 출마하여 당선되었다. 제6회 전국동시지방선거의 서울특별시의원 선거에서 성북구 제2선거구에 새정치민주연합 후보로 출마해 당선되면서 재선 시의원이 되었다.
제22대 국회의원 선거를 앞두고 순천시·광양시·곡성군·구례군 갑 선거구에 출마를 선언했다. 당초 경선에서 손훈모 변호사에게 밀려 탈락했지만 경선 부정이 확인되면서 더불어민주당 후보로 공천이 확정되었다. 본 선거에서는 64.34%의 득표율을 기록하면서 제22대 국회의원으로 당선되었다.

## 학력
- 이읍국민학교 졸업
- 순천승남중학교 졸업
- 순천효천고등학교 졸업
- 고려대학교 정경대학 정치외교학 학사

## 경력
- 푸르덴셜생명 근무
- 동부화재 근무
- 강동송파시민단체협의회 사무처장
- 1995년~1996년: 진영호 성북구청장 비서실장
- 1996년~2000년: 새정치국민회의 신낙균 국회의원 보좌역
- 2008년: 민주당 서울특별시당 성북구 갑 지역위원회 청년위원장
- 국제공인재무설계사
- 2010년 7월 1일~2014년 6월 30일: 제8대 서울특별시의회 의원 (민선 5기, 서울 성북구 제2선거구, 민주당→민주통합당→민주당→새정치민주연합, 초선)
  - 제8대 서울특별시의회 교육위원회 위원
  - 제8대 서울특별시의회 새정치민주연합 대변인
- 2011년 10월: 2011년 하반기 재보궐선거 무소속 박원순 서울특별시장 후보 선거대책위원회 정책자문단
- 2012년 3월~2012년 4월: 제19대 국회의원 선거 민주통합당 유승희 성북구 갑 국회의원 후보 선거대책위원회 공동본부장
- 2014년 7월 1일~2018년 3월 20일: 제9대 서울특별시의회 의원(민선 6기, 서울 성북구 제2선거구, 새정치민주연합→더불어민주당, 재선)
  - 제9대 서울특별시의회 교육위원회 위원장(2선)
- 2018년 4월~2018년 5월: 제7회 전국동시지방선거 더불어민주당 서울특별시 성북구청장 경선후보
- 더불어민주당 중앙위원회 위원
- 경기도신용보증재단 전략상임이사
- 더불어민주당 여순사건 진상규명과 명예회복을 위한 특별위원회 부위원장
- 더불어민주당 검찰독재대책위원회 제보센터장
- 2022년 2월~2022년 3월: 제20대 대통령 선거 더불어민주당 이재명 대통령 후보 비서실 선임팀장
- 2022년 8월~2024년 12월: 더불어민주당 이재명 당대표 특별보좌역
- 2024년 5월~: 더불어민주당 전라남도당 순천시·광양시·곡성군·구례군 갑 지역위원회 위원장
- 2025년 6월~: 더불어민주당 원내부대표
- 2025년 6월~: 더민주전국혁신회의 공동상임대표

### 의정 활동
- 2024년 5월 30일~: 제22대 국회의원(전남 순천시·광양시·곡성군·구례군 갑, 더불어민주당, 초선)
  - 2024년 6월~: 제22대 국회 전반기 교육위원회 위원
  - 2024년 11월~2025년 6월: 제22대 국회 전반기 예산결산특별위원회 위원

## 역대 선거 결과
|  | 24.93% |

|  | 45.19% |

|  | 52.77% |

|  | 64.34% |

## 소속 정당
| 소속 정당 | 소속 정당      | 소속 기간 | 비고      |
| --------- | -------------- | --------- | --------- |
|           | 민주당         | 1995      | 정계 입문 |
|           | 무소속         | 1995      | 탈당      |
|           | 새정치국민회의 | 1995~2000 | 창당      |
|           | 새천년민주당   | 2000~2002 | 합당      |
|           | 무소속         | 2002      | 탈당      |
|           | 새천년민주당   | 2002~2003 | 복당      |
|           | 무소속         | 2003      | 탈당      |
|           | 열린우리당     | 2003~2007 | 창당      |
|           | 대통합민주신당 | 2007~2008 | 합당      |
|           | 통합민주당     | 2008      | 합당      |
|           | 민주당         | 2008~2011 | 당명 변경 |
|           | 민주통합당     | 2011~2013 | 합당      |
|           | 민주당         | 2013~2014 | 당명 변경 |
|           | 새정치민주연합 | 2014~2015 | 합당      |
|           | 더불어민주당   | 2015~현재 | 당명 변경 |

## 같이 보기
- 곡성군의 국회의원
- 광양시의 국회의원
- 구례군의 국회의원
- 순천시·광양시·곡성군·구례군 갑
- 순천시의 국회의원